# روبرودون
روبرودون (نام علمی: Ruberodon) نام یک سرده از تیره اریب‌گذردندانان است.